# Europawahl 1984
Die Europawahl im Juni 1984 war die zweite Europawahl in der Geschichte der Europäischen Gemeinschaft  und fand vom 14. bis 17. Juni 1984 statt. Stärkste Fraktion wurde wie auch 1979 die Sozialistische Fraktion. Die Wahlbeteiligung betrug 61 Prozent.

## Sitzverteilung
| Fraktion                       | Fraktion                                                   | Richtung                | Fraktions- vorsitzender                                                                           | Mandate   | % Mandate | +/- |
| ------------------------------ | ---------------------------------------------------------- | ----------------------- | ------------------------------------------------------------------------------------------------- | --------- | --------- | --- |
|                                | Sozialistische Fraktion                                    | Sozialdemokraten        | Rudi Arndt (SPD)                                                                                  | 130 / 434 | 30,0      | ▼6  |
|                                | Fraktion der Europäischen Volkspartei                      | Christdemokraten        | Egon Klepsch (CDU)                                                                                | 110 / 434 | 25,3      | ▼7  |
|                                | Europäische Demokraten                                     | Konservative            | Henry Plumb (CON)                                                                                 | 50 / 434  | 11,5      | ▼13 |
|                                | Fraktion der Kommunisten und Nahestehenden                 | Kommunisten             | Giovanni Cervetti (PCI)                                                                           | 41 / 434  | 9,4       | ▼7  |
|                                | Liberale und Demokratische Fraktion                        | Liberale                | Simone Veil (UDF)                                                                                 | 31 / 434  | 7,1       | ▼7  |
|                                | Fraktion der Sammlungsbewegung der Europäischen Demokraten | Gaullisten              | Christian de La Malène (RPR)                                                                      | 29 / 434  | 6,7       | ▲7  |
|                                | Regenbogenfraktion                                         | Grüne und Regionalisten | Else Hammerich (FB mod EF) Jaak Vandemeulebroucke (VU) Bram van der Lek (PSP) Paul Staes (Agalev) | 20 / 434  | 4,6       | Neu |
|                                | Fraktion der Europäischen Rechten                          | Rechtsextreme           | Jean-Marie Le Pen (FN)                                                                            | 16 / 434  | 3,7       | Neu |
|                                | Fraktionslose                                              | –                       | –                                                                                                 | 7 / 434   | 1,6       | ▼3  |
|                                |                                                            |                         |                                                                                                   |           |           |     |
| Quelle: Europäisches Parlament |                                                            |                         |                                                                                                   |           |           |     |

Gewinne/Verluste im Vergleich zum Ende der vorherigen Legislaturperiode.

### Sitzverteilung nach Ländern und Parteien
| Land                   | Detail   | Fraktionen    | Fraktionen   | Fraktionen   | Fraktionen    | Fraktionen  | Fraktionen | Fraktionen             | Fraktionen | Fraktionen | Gesamt |
| Land                   | Detail   | SOZ           | EVP          | ED           | KOM           | LD          | RDE        | ARC                    | GDE        | NI         | Gesamt |
| ---------------------- | -------- | ------------- | ------------ | ------------ | ------------- | ----------- | ---------- | ---------------------- | ---------- | ---------- | ------ |
| Belgien                | Ergebnis | 4 PS 3 SP     | 4 CVP 2 PSC  |              |               | 3 PRL 2 PVV |            | 2 VU 1 Agalev 1 Ecolo  |            | 2 Unabh.   | 24     |
| Deutschland            | Ergebnis | 33 SPD        | 34 CDU 7 CSU |              |               |             |            | 7 Die Grünen           |            |            | 81     |
| Dänemark               | Ergebnis | 3 S 1 SIU     | 1 CD         | 4 KF         | 1 SF          | 2 V         |            | 4 FB mod EF            |            |            | 16     |
| Frankreich             | Ergebnis | 20 PS         | 9 UDF        |              | 10 PCF        | 12 UDF      | 20 RPR     |                        | 10 FN      |            | 81     |
| Griechenland           | Ergebnis | 10 PASOK      | 9 ND         |              | 3 KKE 1 KKE-E |             |            |                        | 1 EPEN     |            | 24     |
| Irland                 | Ergebnis |               | 6 FG         |              |               | 1 Unabh.    | 8 FF       |                        |            |            | 15     |
| Italien                | Ergebnis | 9 PSI 3 PSDI  | 26 DC 1 SVP  |              | 26 PCI        | 3 PLI 2 PRI |            | 1 PCI/PdUP 1 DP 1 PSdA | 5 MSI-DN   | 3 PR       | 81     |
| Luxemburg              | Ergebnis | 2 LSAP        | 3 CSV        |              |               | 1 DP        |            |                        |            |            | 6      |
| Niederlande            | Ergebnis | 9 PvdA        | 8 CDA        |              |               | 5 VVD       |            | 1 PSP 1 PPR            |            | 1 SGP      | 25     |
| Vereinigtes Königreich | Ergebnis | 32 LAB 1 SDLP |              | 45 CON 1 UUP |               |             | 1 SNP      |                        |            | 1 DUP      | 81     |

## Ergebnisse nach Ländern

Zusammensetzung der Delegationen der einzelnen Mitgliedstaaten nach den Wahlen

### Belgien
In Belgien fanden die Wahlen am 17. Juni statt. Die niederländisch- und französischsprachigen Abgeordneten wurden getrennt gewählt. Die Niederländischsprachigen entsendeten 13, die Französischen 11 Abgeordnete.
Ergebnis in der Niederländischsprachigen Gemeinschaft:
| Partei                                | Fraktion | Prozent | Sitze | Stimmen   |
| ------------------------------------- | -------- | ------- | ----- | --------- |
| Christelijke Volkspartij (CVP)        | EVP      | 32,53   | 4     | 1.132.682 |
| Socialistische Partij (SP)            | SOC      | 28,13   | 3*    | 979.702   |
| Vlaamse Liberalen en Democraten (VLD) | LD       | 14,19   | 2     | 494.277   |
| Volksunie (VU)                        | RBW      | 13,91   | 2     | 484.494   |
| Anders Gaan Leven (Agalev)            | RBW      | 7,08    | 1     | 246,712   |
| Vlaams Blok (VB)                      | –        | 2,10    | 0     | 73.174    |
| Sonstige                              | –        | 2,05    | 0     | 71,239    |

* davon ein fraktionsloser unabhängiger Abgeordneter
Ergebnis in der Französischsprachigen Gemeinschaft:
| Partei                                    | Fraktion | Prozent | Sitze | Stimmen |
| ----------------------------------------- | -------- | ------- | ----- | ------- |
| Parti Socialiste (PS)                     | SOC      | 34,04   | 4*    | 762.293 |
| Parti Réformateur Libéral (PRL)           | LD       | 24,14   | 3     | 540.610 |
| Parti Social Chrétien (PSC)               | EVP      | 19,47   | 2     | 436.108 |
| Ecolo (Ecologistes)                       | RBW      | 9,85    | 1     | 220.663 |
| Front démocratique des francophones (FDF) | –        | 6,38    | 0     | 142.879 |
| Sonstige                                  | –        | 6,12    | 0     | 137.061 |

* davon ein fraktionsloser unabhängiger Abgeordneter

### Dänemark
In Dänemark fand die Wahl am 14. Juni statt.
| Partei                       | Fraktion | Prozent | Sitze |
| ---------------------------- | -------- | ------- | ----- |
| Folkebevægelsen mod EF       | RBW      | 20,8    | 4     |
| Konservative Folkeparti (KF) | ED       | 20,8    | 4     |
| Socialdemokraterne (S)       | SOC      | 19,4    | 3     |
| Venstre (V)                  | LD       | 12,5    | 2     |
| Socialistisk Folkeparti (SF) | COM      | 9,2     | 1     |
| Centrum-Demokraterne (CD)    | EVP      | 6,6     | 1     |
| Siumut (Grönland)            | SOC      | –       | 1     |
| Sonstige                     | –        | 10,6    | 0     |

### Deutschland

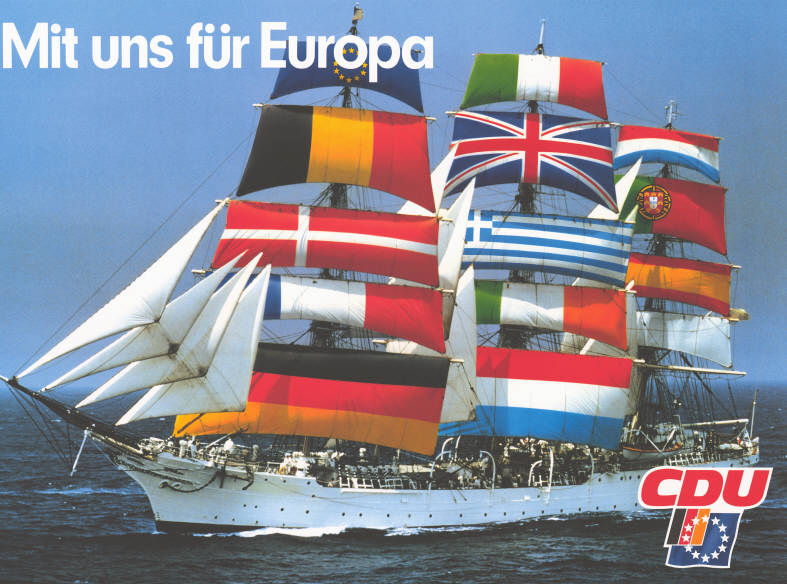
Wahlplakat zur Europawahl

In Deutschland fand die Wahl am 17. Juni statt.
| Partei                                        | Fraktion | Prozent | Sitze | Stimmen   |
| --------------------------------------------- | -------- | ------- | ----- | --------- |
| Christlich-Demokratische Union (CDU)          | EVP      | 37,5    | 34    | 9.308.411 |
| Sozialdemokratische Partei Deutschlands (SPD) | SOC      | 37,4    | 33    | 9.296.417 |
| Christlich-Soziale Union (CSU)                | EVP      | 8,5     | 7     | 2.109.130 |
| Die Grünen (GRÜNE)                            | RBW      | 8,2     | 7     | 2.025.972 |
| Freie Demokratische Partei (FDP)              | –        | 4,8     | 0     | 1.192.624 |
| Sonstige                                      | –        | 3,7     | 0     | 918.817   |

### Frankreich
| Partei                                                                          | Fraktion | Prozent | Sitze |
| ------------------------------------------------------------------------------- | -------- | ------- | ----- |
| Union pour la démocratie française – Rassemblement pour la République (UDF-RPR) | LD/EDA   | 43,02   | 41    |
| Parti socialiste (PS)                                                           | SOC      | 20,75   | 20    |
| Parti communiste français (PCF)                                                 | COM      | 11,20   | 10    |
| Front national (FN)                                                             | ER       | 10,95   | 10    |
| Sonstige                                                                        | –        | 15,31   | 0     |

### Niederlande
| Partei                                        | Fraktion | Prozent | Sitze |
| --------------------------------------------- | -------- | ------- | ----- |
| Partij van de Arbeid (PvdA)                   | SOC      | 33,7    | 9     |
| Christen-Democratisch Appèl (CDA)             | EVP      | 30,0    | 8     |
| Volkspartij voor Vrijheid en Democratie (VVD) | LD       | 18,9    | 5     |
| CPN-PSP-PPR (Groen Progressief Akkoord)       | RBW      | 5,6     | 2     |
| SGP-GPV-RPF (Fundamentale Christen)           | –        | 5,2     | 1     |
| Centrum Democraten (CD)                       | –        | 2,5     | 0     |
| Democraten 66 (D66)                           | –        | 2,3     | 0     |
| Europese Groenen (EG)                         | –        | 1,3     | 0     |
| Sonstige                                      | –        | 0,4     | 0     |